# 西洒镇
西洒镇，是中华人民共和国云南省文山壮族苗族自治州西畴县下辖的一个乡镇级行政单位。

## 行政区划
西洒镇下辖以下地区：
北回社区、北塔社区、东安社区、龙泉村、瓦厂村、英代村、布摆村、老塘地村、骆家塘村、坝尾村和么洒村。